# Fazael III
Fazael III (ur. ok. 15 p.n.e.) – królewicz żydowski.
Był synem Heroda Wielkiego i jego żony Pallas. Ze względu na młody wiek nie był brany pod uwagę jako następca ojca po jego śmierci w 4 p.n.e. Później znajdował się pod opieką starszego brata, Archelaosa. Dalsze losy Fazaela III nie są znane. Przypuszcza się, że po wygnaniu Archelaosa w 6 roku albo wyjechał z matką do Grecji, albo zaangażował się w życie publiczne w Judei, z którego wycofał się w 37 roku po objęciu rządów przez bratanka, Heroda Agryppę I.